# Timothy Dalton
Timothy Peter Dalton, född 21 mars 1946 i Colwyn Bay, Denbighshire, Wales, är en brittisk skådespelare. Dalton är känd för sina två framträdanden som James Bond i Iskallt uppdrag (1987) och Tid för hämnd (1989).

## Biografi
Timothy Dalton föddes i Wales, men flyttade i tidig barndom med familjen till Belper i Derbyshire i England där han växte upp.
Dalton studerade vid Royal Academy of Dramatic Art och började sin skådespelarkarriär vid teatern innan han fick TV-roller. Sin filmdebut gjorde han i rollen som Filip II August av Frankrike i Så tuktas ett lejon (1968). Han medverkade i ett antal filmer under 1970-talet men koncentrerade sig mest på teater. Bland hans filmer märks Maria Stuart – drottning av Skottland (1971), Det våras för mormor (1978, i vilken han spelade make till Mae Wests rollfigur), Mysteriet Agatha (1979) och Blixt Gordon (1980).

### Rollen som Mr Rochester i "Jane Eyre"
1983 producerade BBC en film, "Jane Eyre", efter Charlotte Brontës roman med samma namn. Dalton gjorde där rollen som Mr Rochester, herren till godset Thornfield. Jane Eyre kom till godset som guvernant för en ung flicka, som mr Rochester tagit hand om. Rochester förälskade sig så småningom i guvernanten Jane Eyre, spelad av Zelah Clarke. Jane Eyre besvarade hans kärlek. Men på grund av att han i sin ungdom tvingats gifta sig med en kvinna, som efter vigseln visade sig vara sinnessjuk, kunde de inte få gifta sig med varandra. Lagen var sådan att en make/maka inte fick skilja sig från en sinnessjuk maka/make. Den sjuka hustrun hålls i hemligt förvar och vårdas på Thornfield. Jane Eyre lämnade hastigt godset Thornfield när hon fått klart för sig hur det låg till. Mr Rochester ger sig därför själv iväg och ingen vet var han finns förrän han återvänder till Thornfield. Den sinnessjuka hustrun sätter eld på godset, kastar sig utför från taket och omkommer. Rochester försöker hindra henne men när hon kastat sig ut försöker han att ta sig ut från det brinnande huset. Delar av huset rasar in där han befinner sig och han blir svårt skadad men överlever. En hand måste amputeras och han blir bränd och blind. Efter en tid får återvänder Jane Eyre till Thornfield för att söka mr Rochester och finner att huset har brunnit. Hon får reda på det som hänt, att Rochester lever och var han har bosatt sig,och hon söker upp honom och de återförenas. Eftersom den sjuka hustrun nu är död är han fri. Rochester och Jane Eyre gifter sig med varandra och får med tiden ett barn. Både Dalton och Zelah Clarke gör utmärkta rollprestationer i denna film som är mycket sevärd.

### Rollen som James Bond
Dalton var påtänkt som James Bond redan 1968 till filmen I Hennes Majestäts Hemliga Tjänst då Sean Connery hade hoppat av, men Dalton tyckte själv att han var för ung. När Roger Moore tvekade inför Octopussy 1982 var Dalton åter aktuell. Men Roger Moore övertalades. När sedan Moore definitivt sade ifrån efter Levande måltavla, var Dalton en av de främsta kandidaterna för Iskallt uppdrag. Han tackade ja och blev därmed den sjätte Bondskådespelaren – inte den fjärde som många tror – efter Barry Nelson (1954), Sean Connery (1962–1967, 1971 och 1982), David Niven (1967), George Lazenby (1969) och Roger Moore. (Om man bara räknar de filmer som producerats av EON Productions är Dalton den fjärde Bondskådespelaren.)
Dalton började läsa Ian Flemings böcker för att få en känsla för vem Flemings Bond var, och insåg att skillnaden mellan Moores och Flemings Bond var stor. Han ville tuffa till rollen – och filmen, och därför skrevs manuset om för att passa Daltons temperament. Scenen där Bond rycker av en kvinna hennes blus och senare hotar Pushkin (John Rhys-Davies) till livet, skrevs speciellt med Dalton i tankarna, till exempel.
Att Iskallt uppdrag inte blev den succé man hade hoppats på har många orsaker. Bland annat avslutades det kalla kriget strax efter att filmen spelats in, så att filmen blev inaktuell. Dessutom sågs Daltons Bond som torr i jämförelse med Moores humoristiska insatser (delvis på grund av att filmerna inte var tillräckligt spännande för att ersätta de komiska inslagen). Men framför allt led filmen av att det inte fanns någon självklar skurk och av att intrigen var för snårig. Dalton blev pressens syndabock, men han hade kontrakt på tre filmer, och ingen Bondskådespelare (utom Craig och möjligen Connery) har blivit hyllad för sin första film, så nästa film annonserades ut som Tid för hämnd med Dalton som Bond.
Tid för hämnd har flera problem: Bond säger upp sig som en privat hämnd, andra filmer (såsom Die hard och Dödligt vapen) har ökat kraven på actionscenerna hos publiken, och historien verkade mer tagen ur verkligheten än äventyrlig eskapism. Den här gången blev inte bara Dalton kritiserad, utan hela Bondfilmsserien. Situationen blev inte bättre av att det uppstod oenigheter mellan produktionsbolaget EON och andra intressenter om vad Bond-filmerna skulle kosta att köpa på video och att sända på TV. Resultatet blev att nästa filminspelning fick vänta. När fem år hade gått tröttnade Dalton och sade upp kontraktet som Bond.

### Livet efter Bond
Daltons filmkarriär gick mer eller mindre i stå efter Tid för hämnd, men han har fortsatt att spela teater och gör stundom även film, dock mycket sällan som actionhjälte. Bland filmer han medverkat i efter sin tid som James Bond kan nämnas Rocketeer (1991), The Beautician and the Beast (1997), Looney Tunes: Back in Action (2003) och Hot Fuzz (2007).

## Filmografi i urval
- 1968 – Så tuktas ett lejon
- 1970 – Svindlande höjder
- 1971 – Maria Stuart - drottning av Skottland
- 1978 – Det våras för mormor
- 1978 – Kampen om Colorado (TV-serie)
- 1979 – Mysteriet Agatha
- 1979 – Charlies änglar (TV-serie) (gästroll)
- 1980 – Blixt Gordon
- 1983 – Jane Eyre
- 1984 – Mistrals dotter (TV-serie)
- 1987 – Iskallt uppdrag
- 1989 – Tid för hämnd
- 1991 – Rocketeer
- 1994 – Scarlett (TV-serie)
- 1997 – The Beautician and the Beast
- 1999 – Cleopatra
- 2001 – American Outlaws
- 2003 – Looney Tunes: Back In Action
- 2005 – Hercules
- 2006 – Legender från Övärlden (röst)
- 2007 – Hot Fuzz
- 2010 – Chuck (TV-serie) (återkommande gästroll)
- 2010 – The Tourist
- 2010 – Toy Story 3 (röst)
- 2012 – Secret of the Wings (röst)
- 2014 – Penny Dreadful (TV-serie)
- 2019 – Toy Story 4 (röst)
- 2022 – The Crown (TV-serie)
- 2022 – 1923 (TV-serie)